# Shannon McNally
Shannon McNally (Hempstead, 17 marzo 1973) è una cantautrice statunitense, in attività dal 2000.

## Biografia
Laureata in antropologia delle religioni al Franklin and Marshall College della Lancaster, suona la chitarra acustica e pratica un repertorio di genere pop, folk, roots rock e country e alternative country.
Uno dei suoi brani più conosciuti è la ballata acustica Pale Moon, contenuto nell'album del 2003 Ran On Pure Lightning.
In concerto alterna set acustici come solista a brani in cui è accompagnata dalla sua band, gli Hot Sauce.

## Carriera
Dopo aver conseguito il suo diploma si è trasferita a Los Angeles, in California, al seguito del gruppo musicale dei Los Lobos.
Firmato un contratto con Perry Watts-Russell della Capitol Records/EMI, ha inciso l'album del debutto nel gennaio 2002, Jukebox Sparrows che ha avuto critiche positive, fra cui quelle della rivista Rolling Stone. Il singolo Now That I Know - inserito nella colonna sonora di Sweet Home Alabama - è stato trasmesso dalle principali stazioni radio.
McNally ha inciso successivamente anche per case discografiche indipendenti, fra cui la Back Porch Records. Per questa etichetta ha inciso nel 2005 l'album Geronimo contenente canzoni che costituiscono un omaggio alla città di New Orleans, colpita dall'Uragano Katrina, nella quale la cantautrice viveva e in cui a quell'epoca si esibiva regolarmente.
Fra le collaborazioni musicali di McNally figurano quelle con alcune star del rock, fra cui: John Hiatt, Dr. John (che è stato anche suo produttore), Willie Nelson, Stevie Nicks, John Mellencamp, Charlie Sexton, Ryan Adams e Rufus Wainwright.
È apparsa in diverse trasmissioni televisive fra cui The Late Show di David Letterman, Late Night di Conan O'Brien e The Tonight Show di Jay Leno.

## Discografia
- Bolder Than Paradise (EP, 2000, Capitol Records)
- Jukebox Sparrows (2002, Capitol Records)
- Ran On Pure Lightning (2003, con Neal Casal)
- Run For Cover (2004)
- Geronimo (2005, Back Porch Records/EMI)
- North American Ghost Music (live, 2006, Back Porch Records/EMI)
- The Southside Sessions (EP, 2006, con Charlie Sexton, Back Porch Records)

## Partecipazioni
- Live at the World Café: Vol. 15 - Handcrafted (2002, World Café) - "Down and Dirty"
- 107.1 KGSR Radio Austin - Broadcasts Vol.10 (2002) - "Now That I Know"
- WYEP Live and Direct: Volume 4 - On Air Performances (2002) - "Now That I Know"
- Stormy Weather: The Music of Harold Arlen (2003) - "As Long as I Live"
- Call of Juarez [VG] - Suzy  (2007)